# ایرلند (ایندیانا)
ایرلند (به انگلیسی: Ireland) یک منطقهٔ مسکونی در ایالات متحده آمریکا است که در شهرستان دوبوا، ایندیانا واقع شده‌است. ایرلند ۱۴۳ متر بالاتر از سطح دریا واقع شده‌است.